# Helmut Kohl (sędzia piłkarski)
Helmut Kohl (ur. 8 lutego 1943 w Nußdorf am Haunsberg, zm. 26 września 1991) – austriacki sędzia piłkarski.

## Życiorys
Pochodził z miasteczka Nußdorf am Haunsberg, gdzie pracował jako urzędnik. W mistrzostwach świata 1990 roku poprowadził jako sędzia główny trzy mecze – dwa grupowe oraz ćwierćfinałowy mecz RFN – Czechosłowacja, w którym podjął kontrowersyjną decyzję o usunięciu z boiska Ľubomíra Moravčíka, któremu w starciu z Pierre’em Littbarskim spadł z nogi but i poleciał w kierunku sędziego. Kohl zinterpretował to zdarzenie jako próbę ataku na swoją osobę. Zmarł na raka w rok później. Cztery lata po jego śmierci ujawniono, że w 1989 roku przed meczem II rundy Pucharu Europy pomiędzy drużynami Olympique Marsylia i AEK Ateny przyjął łapówkę od władz francuskiego klubu.